# Jagdwald Temeswar
Der Jagdwald Temeswar (rumänisch Pădurea Verde Timișoara) ist ein geschlossenes Waldgebiet an der nordöstlichen Stadtgrenze Timișoaras im Kreis Timiș in Rumänien. Ein Großteil seiner Fläche von 737 Hektar liegt dabei auf der Gemarkung der Nachbargemeinde Dumbrăvița. Der Jagdwald wurde 1732 erstmals kartografiert und zunächst ausschließlich vom Banater Gouverneur Claudius Florimund Mercy zu Jagdzwecken genutzt. Seit 1860 als öffentliches Jagdrevier ausgewiesen, sind heute im Jagdwald eine Reihe von Freizeit-, Sport-, Gesundheits-, Bildungs- und Kultureinrichtungen anzutreffen.

## Geschichte
1732 wurde das Jagdschloss des Grafen Mercy nach einem Entwurf des Temeswarer Stadtarchitekten László Székely erbaut und erstmals kartografisch festgehalten. Zunächst wurde der Jagdwald ausschließlich von Graf Mercy zu Jagdzwecken genutzt. Erst nach der Einrichtung der Zivilverwaltung im Jahr 1751, war der Jagdwald allen hohen Offizieren der Stadt zugänglich. und 1860 wurde er als öffentliches Jagdrevier freigegeben. Nach dem Österreichisch-Ungarischen Ausgleich von 1867 hieß der Wald bis zur Angliederung des Banats an Rumänien im Jahr 1919 vorübergehend Vadászerdő, gemäß der ungarischen Übersetzung von Jagdwald. Die 1885 gegründete Forstschule besteht heute noch unter der Bezeichnung „Colegiul Silvic Casa Verde“. Im 19. Jahrhundert erstreckte sich der Jagdwald bis jenseits der heutigen Gemeinde Dumbrăviţa.
Ende des 19. Jahrhunderts kam der Jagdwald in den Besitz eines ungarischen Grundbesitzers, der einen Teil des Waldes roden ließ und ein Dorf anlegte, das anfangs ebenfalls den Namen Vadászerdő trug. Später wurde die Ortschaft in „Újszentes“ umbenannt, heute heißt sie Dumbrăvița. Ab 1919 war der Jagdwald königliches Jagdrevier. 1954 stellte der rumänische Staat der Stadt 150 Hektar zur Verfügung.
Der Jagdwald gewann vor allem in den letzten zwei Jahrzehnten verstärkt an Bedeutung, als grüne Lunge der Stadt aber auch als wichtigste Erholungs- und Freizeitstätte Temeswars. Er ist heute neben dem Kewerescher Wald (1611 Hektar), der einzige Wald, der noch in der Nähe der Stadt erhalten geblieben ist. Bis 1910 gab es noch im Anschluss an den Stadtteil Mehala den „Csokaer Wald“ (1492 Joch).
Zurzeit plant der Temeswarer Stadtrat den Tausch der staatlichen Fläche des Jagdwalds mit einem Stück Wald von 700 Hektar in der Nähe von Criciova, um so die gesamte Fläche des Jagdwalds in Stadtbesitz zu bringen und künftig großangelegte Stadtprojekte, wie beispielsweise den Ausbau des Zoos, zu ermöglichen.

### Banater Dorfmuseum
Das Banater Dorfmuseum wurde 1928 auf Initiative des Kunsthistorikers „Ioachim Miloia“ gegründet. Im Jahr 1967 erhielt das Dorfmuseum ein 17,47 Hektar großes Areal im Jagdwald. Im Banater Dorfmuseum können die Charakteristika der traditionellen Zivilisation und Kultur im Westen Rumäniens erkundet werden. Ausgestellt sind typisch rumänische Häuser sowie Häuser der Minderheiten. Auf Initiative der Vereinigung der ehemaligen Deportierten in die Bărăgan-Steppe wurde ein Deportationshaus originalgetreu nachgebaut. Das Banater Dorfmuseum ist Gastgeber zahlreicher kultureller Veranstaltungen, die auf der Freilichtbühne auf dem Areal des Freilandmuseums stattfinden.

### Tiergarten
Der Tiergarten im Jagdwald (rumänisch: Grădină Zoologică “Pădurea Verde”) wurde 1986 eröffnet und beherbergte damals 30 einheimische Tiere. In Partnerschaft mit dem Zoo der Stadt Szeged wurde 2004 ein Modernisierungsplan ausgearbeitet. Zwischen 2005 und 2007 wurde der Tiergarten in Temeswar völlig neu gestaltet und nach europäischen Standards ausgebaut. Die ersten Arbeiten galten der Infrastruktur; neue Alleen und Wege sowie neue Parkplätze wurden angelegt, der gesamte Zoo wurde mit Überwachungskameras zur Beobachtung des Verhaltens der Tiere ausgestattet. Es wurden auf einer Fläche von 6,36 Hektar 16 Habitate mit insgesamt 144 Tieren, die 29 Arten angehören, eingerichtet, ebenso ein Streichelzoo für Kinder.
Am 1. Juni 2007 fand die Wiedereröffnung des Zoos statt.

### Forstschule
Am 27. Oktober 1885 wurde im Jagdwald die erste Forstschule Rumäniens im ehemaligen Jagdschloss des Grafen Claudius Florimund Mercy eröffnet. Der Schule standen 1230 Joch Wald, 24 Joch Arboretum und 26 Joch Baumschule zur Verfügung. Sie hatte eine Imkerei, eine Wetterstation und ein Forschungslabor. Seit 2011 trägt die Forstschule im Jagdwald die offizielle Bezeichnung „Colegiul Silvic Casa Verde“ (deutsch: Forstschule Grünes Haus).

### Krankenhaus für Infektionskrankheiten und Pneumologie Dr. Victor Babeș
Im Jahr 1920 wurden im Jagdwald drei Pavillons des Spitals für Lungen- und Infektionskrankheiten mit 130 Betten erbaut. Hier entstand 1952 das Krankenhaus für Infektionskrankheiten und Pneumologie Dr. Victor Babeș (rumänisch: Spitalul Clinic de Boli Infecțioase și Pneumofiziologie Dr. Victor Babeș.) Die Abteilung Pneumologie ist mit 75 Betten ausgestattet, davon 60 für Tuberkulose und die Abteilung Infektionskrankheiten mit 60 Betten, davon vier für AIDS-Kranke. Zudem hat das Krankenhaus eine Abteilung für Raucherentwöhnung. und ein Schlaflabor.

### Andere Einrichtungen
- Institut für Herz-Kreislauferkrankungen
- Jagdmuseum
- Wetterstation
- Denkmal des antikommunistischen Widerstands
- Motel und Gaststätten
- Sportplätze
- Radwege
- Freibad

Der Wald wird auf 2,6 Kilometern von dem Bach „Behela“ durchquert.